# Pseudobetrag
Ein Pseudobetrag ist eine abgeschwächte Variante eines Betrags.

## Definition
Sei {\displaystyle R} ein unitärer Ring. Eine Abbildung {\displaystyle |\cdot |\colon R\to \mathbb {R} _{\geq 0}} in die nichtnegativen reellen Zahlen wird Pseudobetrag genannt, wenn für alle {\displaystyle a,b\in R} folgende Eigenschaften gelten:
(1) {\displaystyle |a|=0\;\Leftrightarrow \;a=0} (Definitheit)
(2) {\displaystyle |a-b|\leq |a|+|b|}
(3) {\displaystyle |a\cdot b|\leq |a|\cdot |b|} (Submultiplikativität)
Wird (3) verschärft zu
(3a) {\displaystyle |a\cdot b|=|a|\cdot |b|} (Multiplikativität),
so ist {\displaystyle |\cdot |} ein Betrag.
Der Pseudobetrag {\displaystyle |\cdot |} heißt nicht-archimedisch, wenn
(4) {\displaystyle |a+b|\leq \max(|a|,|b|)}
gilt.

## Eigenschaften
- Für einen Pseudobetrag gelten stets

{\displaystyle |{-a}|=|a|}
und
{\displaystyle |a+b|\leq |a|+|b|} (Dreiecksungleichung).
- Für einen Pseudobetrag gilt stets {\displaystyle |1|\geq 1}, für einen Betrag gilt sogar {\displaystyle |1|=1}.
- Jeder unitäre Ring mit Betrag ist notwendigerweise bereits ein Integritätsring (durch die Multiplikativität vererbt sich die Nullteilerfreiheit der reellen Zahlen auf den Ring).
- Die Funktion

{\displaystyle {\begin{array}{llll}d\;\colon &R\times R&\to \mathbb {R} _{\geq 0}\\&d(a,b)&\mapsto |a-b|\end{array}}}
definiert die vom Pseudobetrag {\displaystyle |\cdot |} induzierte Metrik. Sie ist eine Ultrametrik, wenn jener nicht-archimedisch ist.

## Beispiele
Sei {\displaystyle (R,|\cdot |)} ein unitärer Ring mit Pseudobetrag.

### Polynomringe mit Pseudobetrag
Dann sind die Polynomalgebren {\displaystyle R[X]} in einer bzw. {\displaystyle R[X_{1},\ldots ,X_{n}]} in mehreren Veränderlichen selbst wiederum unitäre Ringe (mit der Polynommultiplikation). Die 1-Pseudonorm ist auf diesen Polynomringen ein Pseudobetrag.

### Matrizenringe mit Pseudobetrag
Analog sind die Matrizenalgebren {\displaystyle R^{n\times n}} wiederum unitäre Ringe (hier mit der Matrizenmultiplikation). Hier ist sogar die p-Pseudonorm für jedes reelle p mit {\displaystyle 1\leq p\leq 2} ein Pseudobetrag auf dem Matrizenring. 